# 遠東百貨竹北店
遠東百貨竹北店，簡稱遠百竹北，原計畫名Sky City遠東新世紀購物中心，是一座位於臺灣新竹縣竹北市的大型購物中心，為竹北莊敬二街公有停車場的附屬事業，由遠東集團轉投資的竹北新世紀購物中心股份有限公司取得標案，並由遠東百貨股份有限公司竹北分公司營運。基地面積約6,000坪，建築總樓地板面積約42,700坪，商場樓地板面積約26,500坪。 為遠百第13家分店、面積規模第3大店，亦為新竹縣最大購物商場，在新竹都會區面積僅次於Big City遠東巨城購物中心。
原先規劃2020年開幕，但受到COVID-19疫情影響、營建建材和人力成本上揚等因素數度延後，後於2022年1月14日試營運，原訂於同月20日開幕又因疫情再度延後至2023年1月11日，首年營業額約為65億元，2023年營業額為67.3億，2024年營業額為65.7億。

## 歷史
- 2015年7月8日，遠東集團轉投資之「竹北新世紀購物中心股份有限公司」與新竹縣政府簽訂竹北「停8」停車場用地BOT案投資契約，特許期間為50年，投資金額預計投入55億元，興建公共停車場及附屬事業商場，商場將複製City系列購物中心經驗，預計2019年營運。[3][4]
- 2017年6月22日，以暫稱「竹北新世紀購物中心」動土興建，預計2020年開業。[1]
- 2022年1月14日，由遠東百貨股份有限公司竹北分公司，以「遠百竹北」名義試營運，並預計於2022年1月20日正式開幕[5]，後於1月18日因疫情升溫宣布延後開幕，拉長試營運期間近一年之久，開幕日期定為2023年1月11日。

## 建築特色

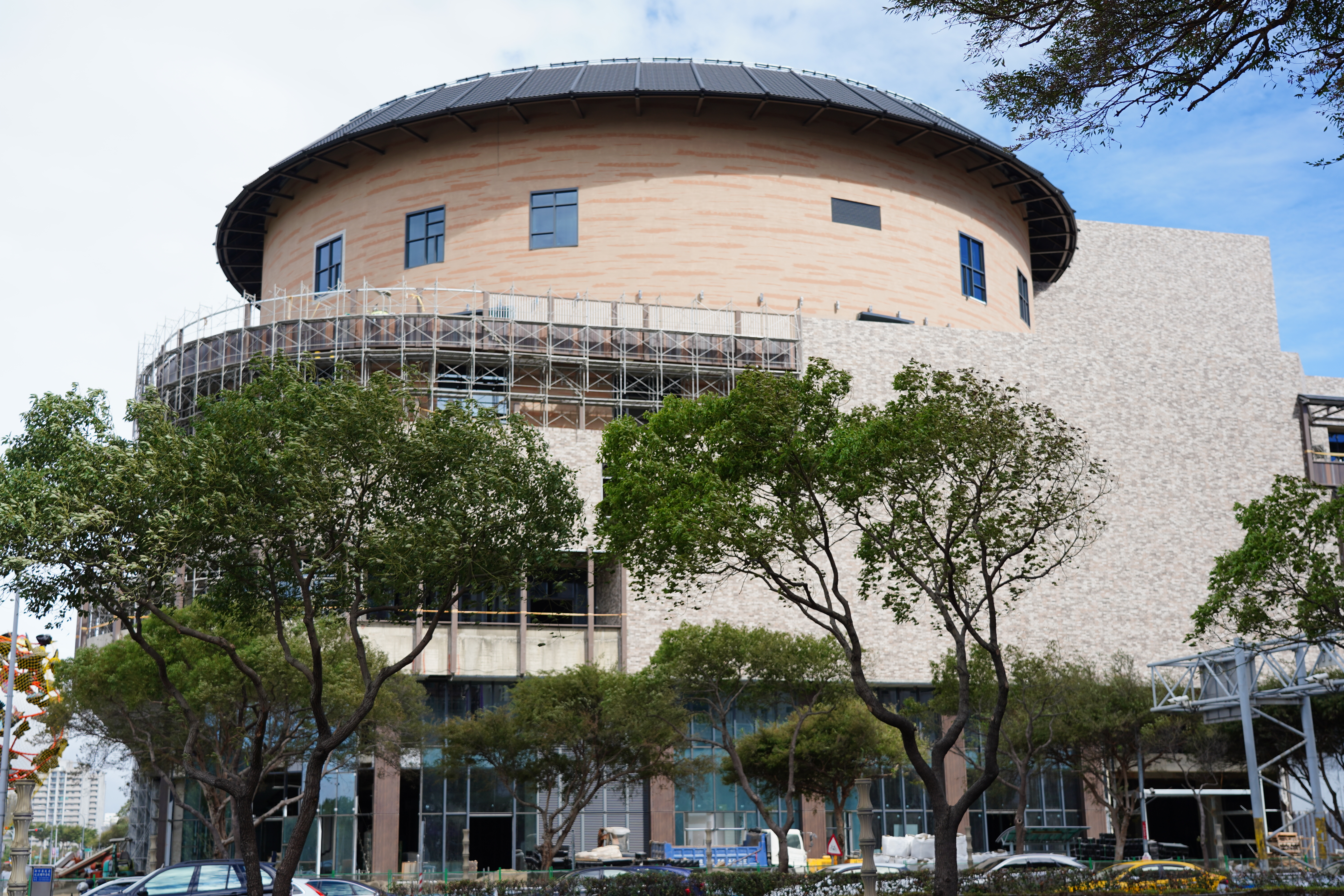
興建中的遠百竹北，上方客家山城圓樓為建築主體意象

整體建築融入客家文化，外觀以不同色階的大地色面磚呈現客家山城圓樓的意象建築，加上採用層層堆疊方式由下至上延伸來象徵山壁，並設置三座客家圓樓。
內部空間在一、二樓挑高大廳設置好客天棚，是由日本當代藝術家大卷伸嗣結合客家意象所創作的作品；五至八樓設計為挑高的客家圓樓，圓樓採用擬真天空造景，會隨著時間變化而呈現白天至黑夜；七樓則採用湖口老街意象打造客家老街與客家古厝主題餐廳，選用在地真實紅磚與仿舊造景，並於七、八樓設置空中花園，榮獲綠建築認證資格。

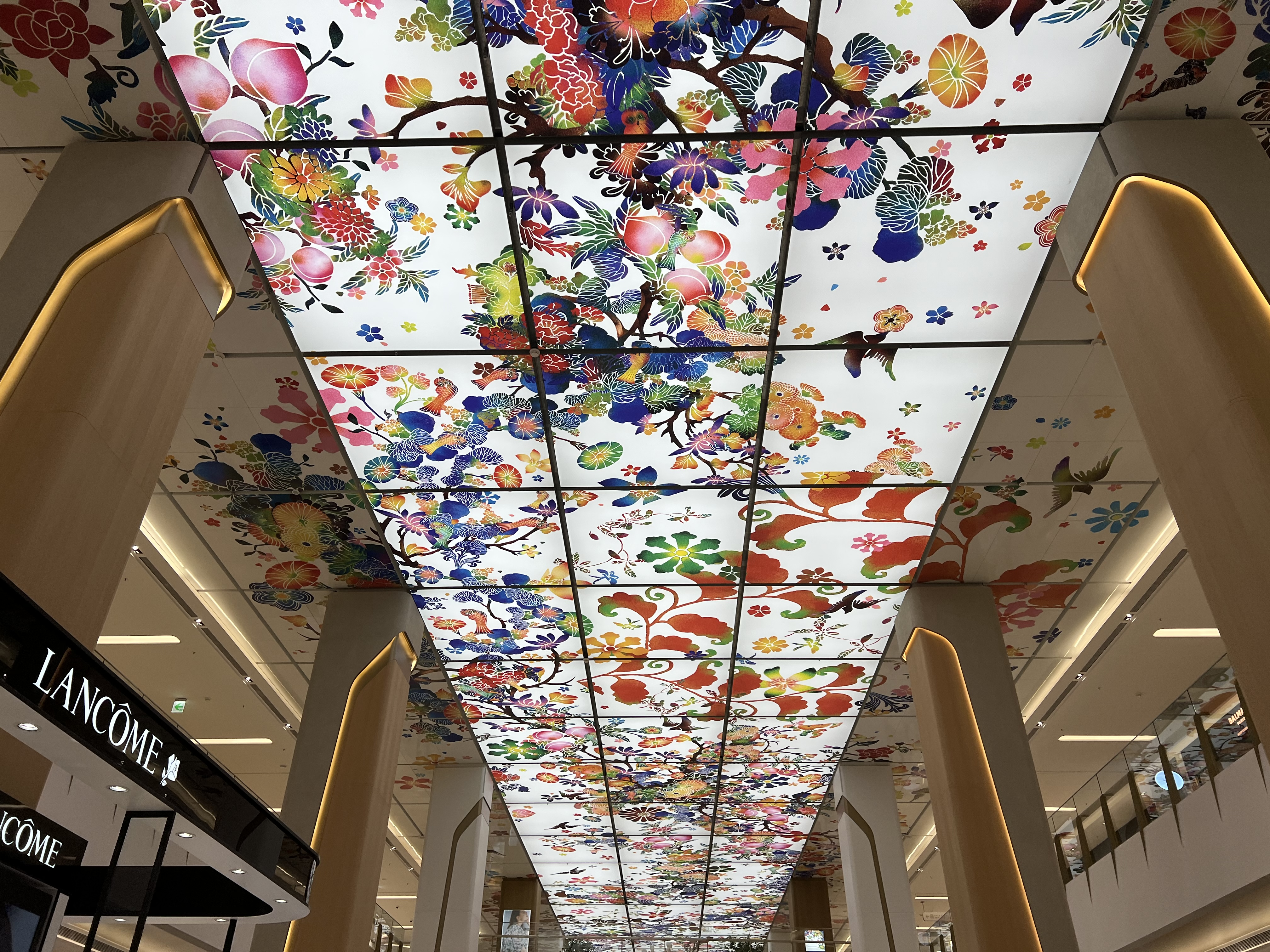
遠百竹北1至2樓挑高的好客天棚
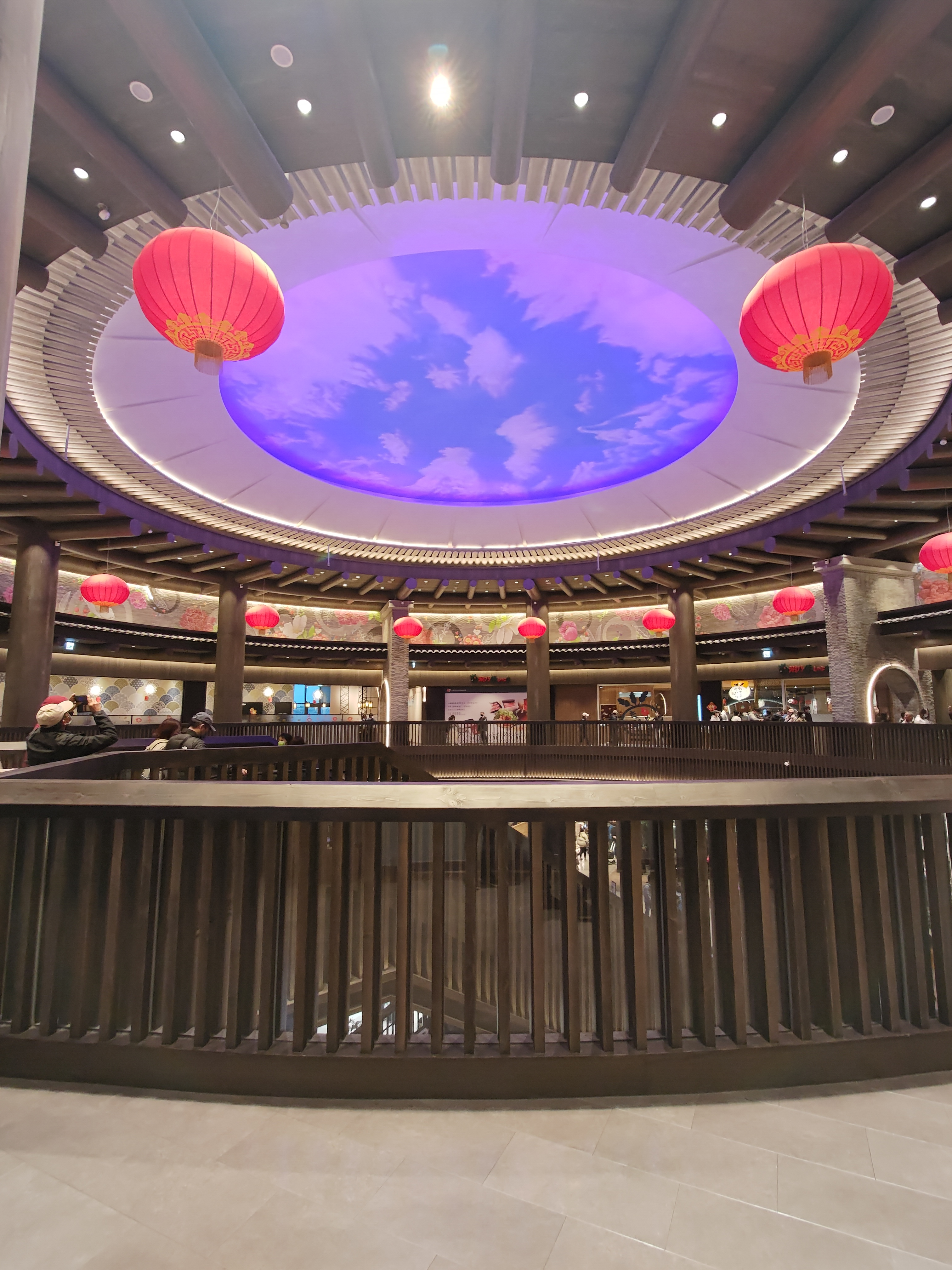
遠百竹北5至8樓挑高的客家圓樓內部
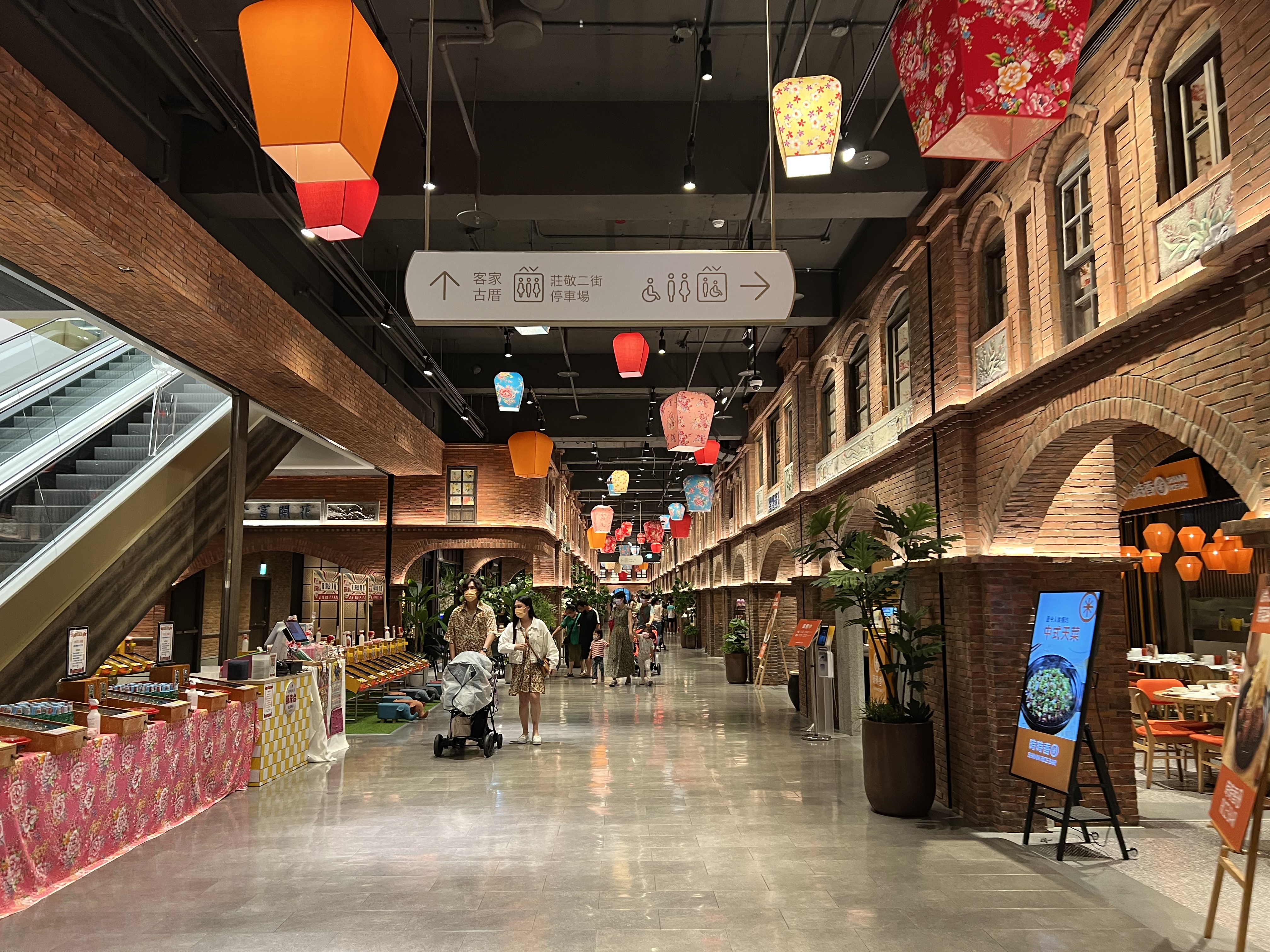
遠百竹北7樓的客家老街造景
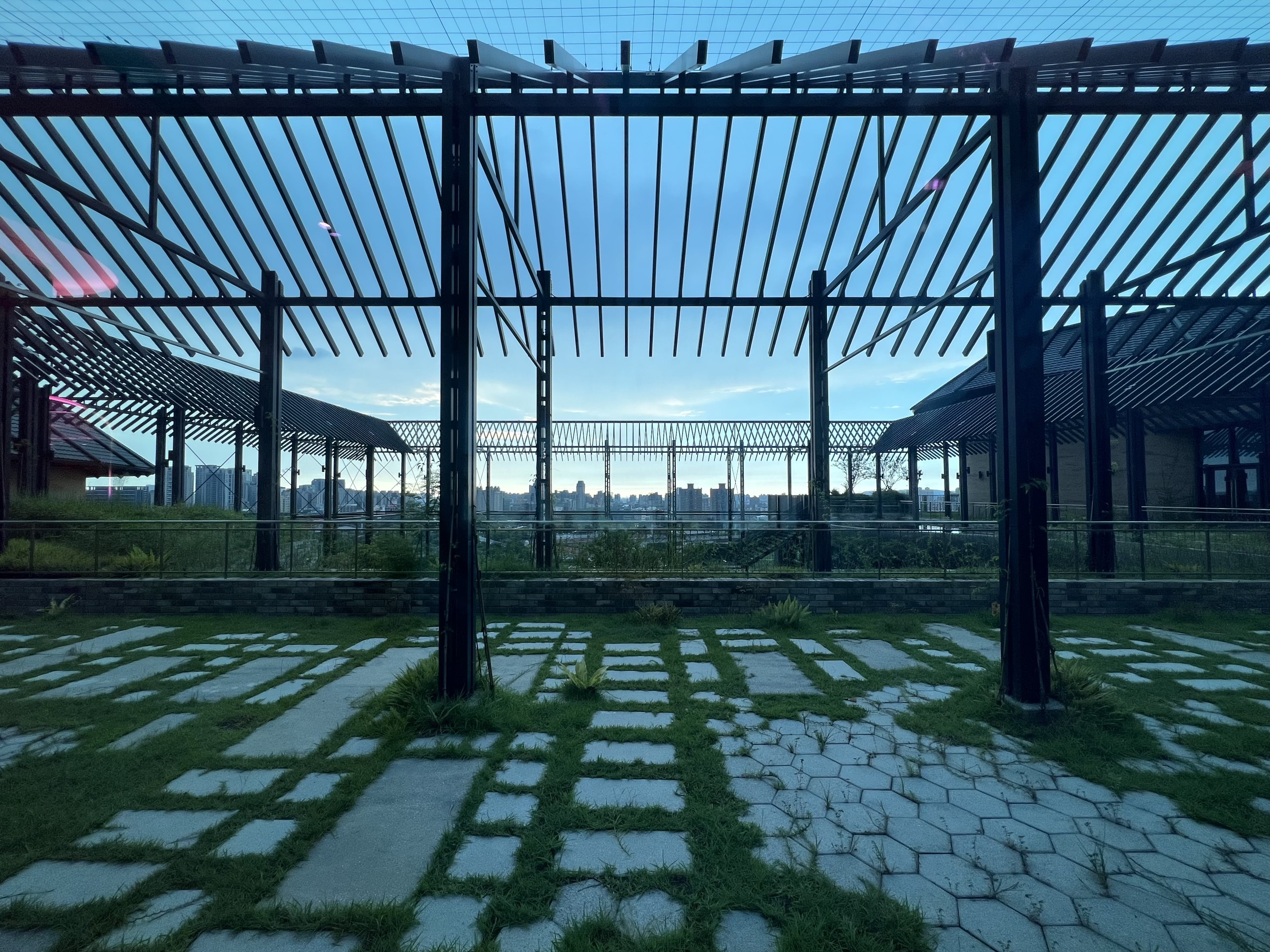
遠百竹北8樓的空中花園

## 樓層簡介
| 樓層  | 名稱       | 店面                                                                       |
| ----- | ---------- | -------------------------------------------------------------------------- |
| 8F    | 食尚新文化 | 主題餐廳、旭集 和食集錦                                                    |
| 7F    | 客家風情味 | 客家古厝、主題餐廳、星巴克                                                 |
| 6F    | 潮流新食尚 | 潮流牛仔、流行休閒、流行配件、親子娛樂、美食廣場、主題餐廳、GU             |
| 5F    | 居家新品味 | 家用家飾、SPA香氛、視聽影音、日用家電、無印良品                            |
| 4F    | 雅仕樂活趣 | 運動潮流、戶外休閒、美式休閒、美式餐廳、UNIQLO                             |
| 3F    | 都會童樂園 | 婦嬰兒童、益智玩具、內衣、流行女裝、流行配件、主題餐廳                     |
| 2F    | 時尚伸展台 | 進口女裝、流行休閒、流行配件、女鞋、主題餐廳、STUDIO A、小米               |
| 1F    | 名品美妝館 | 國際精名品、彩妝保養、黃金珠寶、Lady M、TESLA                              |
| B1    | 機車停車場 | 機車停車場                                                                 |
| B2    | 美饌生活館 | 甜點麵包、禮品禮盒、藥妝、主題餐廳、c!ty'super頂級超市、誠品生活、大創百貨 |
| B3—B4 | 汽車停車場 | 汽車停車場（含重機）                                                       |

## 交通
遠百竹北設有兩條免費接駁車路線，分別往返  台鐵竹北車站與 高鐵新竹站。

## 周邊
- 國立臺灣大學竹北校區
- 國立陽明交通大學六家校區
- 新竹縣立六家高級中學
- 竹北交流道
- 新竹豐邑喜來登大飯店
- FUNLIFE豐生活購物中心

## 外部連結
- （繁體中文）遠百竹北 （页面存档备份，存于）
- 遠百竹北的Facebook專頁